# Zoltán Gőgös
Dans le nom hongrois Gőgös Zoltán, le nom de famille précède le prénom, mais cet article utilise l’ordre habituel en français Zoltán Gőgös, où le prénom précède le nom.
 (novembre 2017).
Si vous disposez d'ouvrages ou d'articles de référence ou si vous connaissez des sites web de qualité traitant du thème abordé ici, merci de compléter l'article en donnant les références utiles à sa vérifiabilité et en les liant à la section « Notes et références ».
Zoltán Gőgös, né le 9 mai 1960 à Pápa, est une personnalité politique hongroise, député à l'Assemblée hongroise, membre du groupe MSzP.